# Undulózní zhášení

Undulózní zhášení pozorované na zrnu křemene (velké bílé zrno) v tlakově přeměněné ortorule, které se projevuje postupným zhasínáním a rozvěcením částí zrna (pohybující se tmavý stín přes zrno) při otáčení stolku mikroskopu.

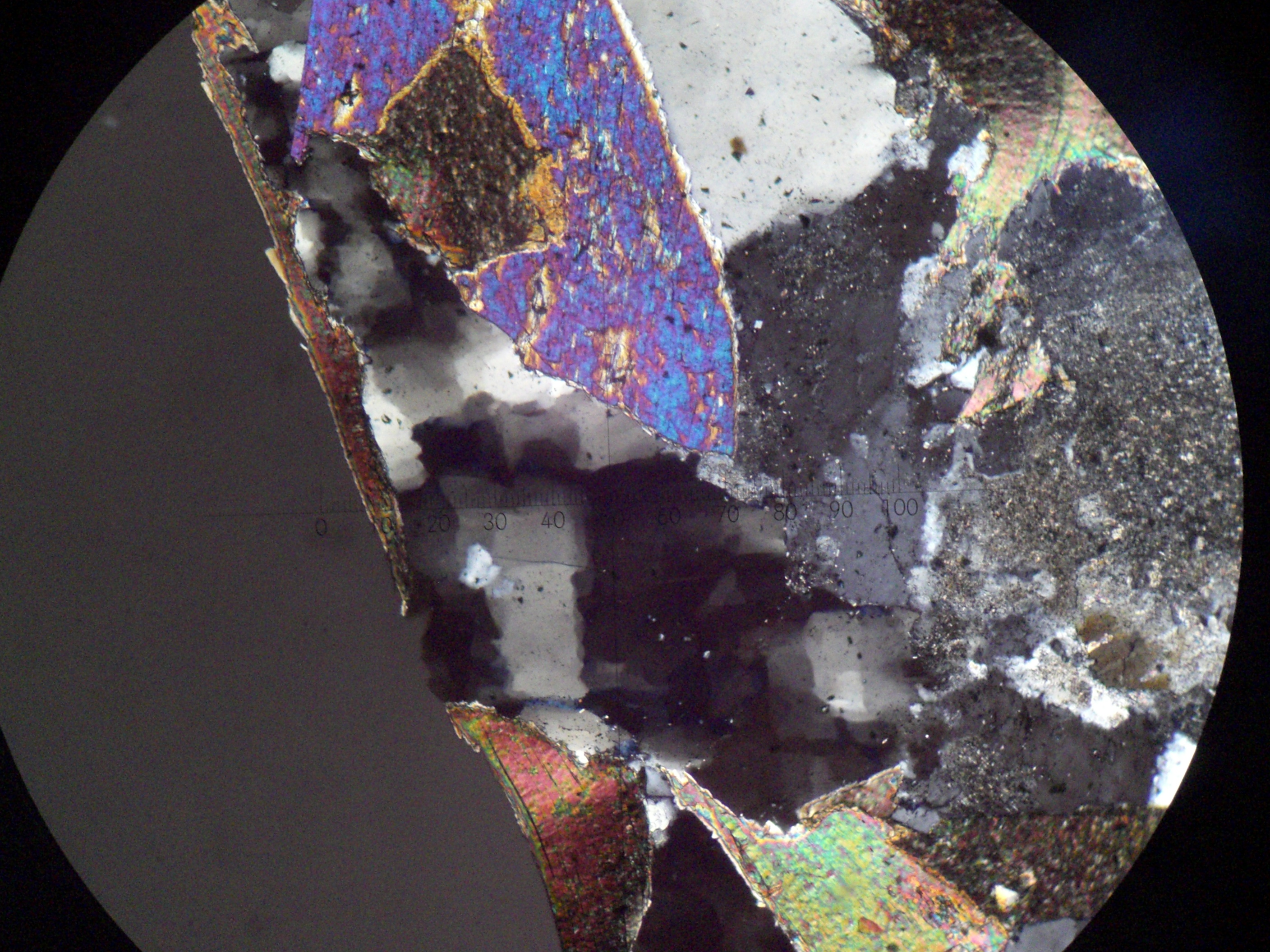
Jednolité zrno křemene s dobře patrným undulózním zhášením

Undulózní zhášení je zvláštní forma optického chování některých minerálů pod zkříženými nikoly v mikroskopu, které se projevuje postupným zhasínáním částí zrna a jejich opětovným rozsvěcením. Nejčastěji se undulózní zhášení projevuje u křemenu a živců, což často umožňuje jejich snadnou rozpoznatelnost a určení metamorfního původu, za kterého zrna vznikla.
Undulózní zhášení vzniká jako reakce na tlakovou deformaci, které jsou zrna vystavena. Při zvětšujícím se tlaku dochází k porušení krystalické mřížky minerálu. Tato deformace není ale natolik silná, aby zcela přerušila vazby mezi atomy, ale pouze krystalickou mřížku ohýbá. Jedná se o projev dynamické metamorfózy.
Tohoto jevu se využívá při určování původu hornin, kdy pozorování tohoto typu zhášení ukazuje, že hornina byla vystavena tlakové deformaci a že se jedná S největší pravděpodobností o metamorfovanou horninu.

## Vznik
Během tlakové deformace dojde k prohnutí krystalové mřížky, která pak není všude stejná. Při pozorování pod zkříženými nikoly je pak u zrna viditelné různé zhasnutí a rozsvícení zrna. V ideálním případě by vzniklé zrno mělo zhášet stejně, což znamená, že by se mělo zhasnout či rozsvítit vždy celé v jedné pozici. Díky deformaci mřížky ale pak dochází k tomu, že při pohledu na zrno je vidět, jak některé části jsou již zhaslé, jiné rozsvícené či v některé z přechodných pozicích.
Během otáčení stolku se pak dá pozorovat postupný přechod zhášení z jedné strany na druhou, jak ilustruje animace.
Pokud by byla deformace větší, došlo by k rozlámání zrna a vzniku více zrn, která by zdánlivě také ukazovala undulózní zhášení, ale v jejich případě by se již jednalo o různá zrna s různým zhášením.